# NGC 2751
NGC 2751 је спирална галаксија у сазвежђу Рак која се налази на NGC листи објеката дубоког неба.
Деклинација објекта је + 18° 15' 43" а ректасцензија 9h 5m 32,4s. Привидна величина (магнитуда) објекта NGC 2751 износи 14,3 а фотографска магнитуда 15,1. NGC 2751 је још познат и под ознакама MCG 3-23-37, CGCG 90-71, PGC 25517.